# Faridkot (ciutat)

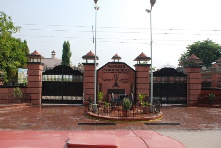
Escola pública de Faridkot

Faridkot (panjabi ਫ਼ਰੀਦਕੋਟ; hindi फ़रीदकोट) és una ciutat i municipi del Panjab, Índia, capital del districte de Faridkot. Agafa el seu nom del santó sufita Baba Sheik Fariduddin Ganjshakar que vivia al segle xiii. Està situada a 30° 40′ N, 74° 45′ E / 30.67°N,74.75°E; segons el cens del 2001 la seva població era de 71.986 habitants.